# Ipomoea diegoae
Ipomoea diegoae là một loài thực vật có hoa trong họ Bìm bìm. Loài này được M.C.Lara mô tả khoa học đầu tiên năm 2004.